# Les Échos du passé
Les Échos du passé (titre original : Echoes) est un roman de Danielle Steel, paru aux États-Unis en 2004 puis en France en 2005.

## Résumé
En villégiature au bord du lac Léman, Beata Wittgenstein, jeune fille issue d'une riche famille de Cologne, fait la connaissance d'Antoine de Vallerand, séduisant officier français. L'été 1915 n'est pas propice aux alliances franco-allemandes et, mariés en dépit de l'opposition de leurs familles, les époux sont bannis à jamais. Très vite veuve, mère de deux filles, Beata voit avec horreur le régime hitlérien triompher en Allemagne. 
Bien que convertie au catholicisme, commence pour elle et ses enfants le temps des épreuves et de la tragédie.
Amadea, sa fille aînée, prend alors le chemin d'un destin digne de ces temps troublés, découvrant qu'un lien existe entre elle et les générations qui l'ont précédée. Et que résonnent en elle les échos du passé...